# Mičihiro Jasuda
Mičihiro Jasuda (japonsko 安田 理大), japonski nogometaš, * 20. december 1987.
Za japonsko reprezentanco je odigral 7 uradnih tekem.